# الدوري الإنجليزي لكرة القدم 1907–08
الدوري الإنجليزي لكرة القدم 1907–08 (بالإنجليزية: 1907–08 Football League)‏ هو موسم من دوري كرة القدم الإنجليزي. فاز فيه مانشستر يونايتد.